# Adolphe-Alexandre Martin
Adolphe-Alexandre Martin (27. září 1824 Paříž – 9. května 1896) byl francouzský průkopník fotografie a vynálezce ferrotypie v roce 1853. Byl profesorem fyziky na Santa Barbara College a členem Francouzské fotografické společnosti od roku 1855 do roku 1896. Žil v Courseulles-sur-Mer a v Paříži.

## Životopis
Adolphe-Alexandre Martin, narozený v roce 1824 v Paříži, byl již od mládí fascinován fotografií a stal se amatérským fotografem. Později, když působil jako profesor fyziky a chemie na College Sainte-Barbe v Paříži, se stal členem výboru Královské fotografické společnosti. Martin, držitel doktorátu z fyziky a chemie, provedl řadu laboratorních experimentů souvisejících se světlem ve stopách svého mentora Jeana-Bernarda-Leona Foucaulta. Profesor Foucault získal mezinárodní uznání za demonstraci rotace Země svržením kyvadla z kopule Pantheonu v Paříži. Dr. Martin asistoval Dr. Foucaultovi při konstrukci velkého dalekohledu na pařížské observatoři.
V tomto období Martin také samostatně pracoval na úpravě ambrotypového fotografického procesu, který původně navrhl anglický fotograf Frederick Scott Archer. Dr. Martin ve své variaci mokré kolódiové techniky nanesl na negativ transparentní ochranný lak, který nejprve nanesl na sklo a poté na kovovou desku. Následně na negativ nanesl barevný lak, který obraz nejen chránil, ale i chemicky převáděl z negativu na pozitiv. Tato variace techniky se stala známou jako ferrotypie (tintype).
Dne 18. dubna 1853 se Adolphe-Alexandre Martin podělil o svůj vzrušující objev v článku zaslaném Francouzské akademii věd. Dr. Martin v něm vysvětlil, že jeho původním cílem bylo nejen vytvořit fotografický obraz, ale také pomáhat rytcům při jejich práci při nahrazování kreseb umělců. Z tohoto důvodu byl Martin zpočátku spíše nakloněn používání desek vyrobených z materiálů, které se snadněji ryly, jako je dřevo, měď, ocel a ne železo, které se stalo preferovaným materiálem fotografů. Vzhledem k tomu, že obraz by byl po rytí zničen, Martin navrhl, aby byl druhý obraz vyroben na skle, aby mohl být design v budoucnu znovu použit jako reference.
Dr. Martin rychle rozpoznal rozsáhlé možnosti využití techniky ferrotypie. Například obrazy na skleněných deskách nebyly snadno přenosné, zatímco obrazy složené z kovu nebo lepenky ano. Výsledky jeho výzkumu byly publikovány v La Lumiere a získaly širokou pozornost po celém světě. Všestranná ferrotypie vynalezená Martinem se stala velmi populární pro jeho schopnost produkovat dostupné, vysoce kvalitní portréty, který dovolil fotografům pohybovat se za hranicemi studia a venku, obzvláště během dob války. Ve skutečnosti bylo mnoho portrétů vytvořených během této éry vytvořeno pomocí techniky ferrotypie.
Jako uznání jeho příspěvků a úsilí byl Adolphe-Alexandre Martin v roce 1870 jmenován rytířem Čestné legie, nejprestižnějším francouzským vyznamenáním za zásluhy. Martin zemřel v roce 1896. Jeho technika ferrotypie se používala po celém světě po většinu 20. století.

## Publikace
- Determination of the Curvatures of the Large-Grained Objective for Views -"Determination des courbures de l'objectif grandanulair pour vues" (1892)

- On a Method of Direct Autocollimation of Astronomical Objects - "Sur une methode d'autocollimation directe des objectifs astronomique" (1881)[4]